# International Women's Open 2006
L'International Women's Open 2006 è stato un torneo di tennis giocato sull'erba. 
È stata la 32ª edizione del torneo di Eastbourne, che fa parte della categoria Tier II nell'ambito del WTA Tour 2006. 
Si è giocato a Eastbourne in Inghilterra, dal 19 al 24 giugno 2006.

## Campionesse

### Singolare
Justine Henin-Hardenne ha battuto in finale  Anastasija Myskina con il punteggio di 4–6, 6–1, 7–6(5).

### Doppio
Svetlana Kuznecova /  Amélie Mauresmo hanno battuto in finale  Liezel Huber /  Martina Navrátilová con il punteggio di 6–2, 6–4.